# Alexandr Miniv
Alexandr Miniv (28. května 1895 Stryj – 24. října 1942 Koncentrační tábor Mauthausen) byl za protektorátu ředitel okresní nemocenské pojišťovny v Praze a spolupracovník Operace Anthropoid z období druhé světové války popravený nacisty. V roce 2020 byl místní pravoslavnou církvi svatořečen.

## Život
Alexandr Miniv se narodil 28. května 1895 v polském Stryji (od roku 1939 součást SSSR) do rodiny Jakuba Miniva a Julie Minivové, rozené Strachanovské. V letech 1921 až 1925 studoval na Právnické fakultě Univerzity Karlovy v Praze, titul doktora práv získal 30. června 1925.
Byl členem České církve pravoslavné, jeho manželka Marie Minivová, rozená Ebelová (nar. 12. září 1907 Praha) byla vyznání římskokatolického. Pracoval jako ředitel okresní nemocenské pojišťovny v Moravské Ostravě (Sokolská třída 422/47, Ostrava-Moravská Ostrava). Ve spolku Humanita (spolek pro péči o zdraví dělnictva pro zemi Moravskoslezskou) zastával funkci člena výboru. Za protektorátu byl ředitelem okresní nemocenské pojišťovny v Praze, která sídlila v Klimentské/Lannově ulici (Lannova ulice byla součástí tehdejšího Švehlovo nábřeží, dnes nábřeží Ludvíka Svobody). V budově pojišťovny měl Miniv rovněž služební byt.

## Pomoc parašutistům
Do pomoci parašutistům ho zapojil MUDr. Stanislav Hrubý (nar. 15. listopadu 1897), kterého oslovil Jaroslav Piskáček s tím, že má na starosti dva parašutisty z Anglie, kteří potřebují pracovní knížky. Těmi parašutisty byli Jozef Gabčík a Jan Kubiš z výsadku Anthropoid, kteří v noci z 28. na 29. prosinec seskočili u obce Nehvizdy. Doktor Hrubý ho odkázal na Okresní nemocenskou pojišťovnu. Alexandr Miniv s pomocí úředníka Jaroslava Falty knížky vydal a doktor Hrubý do nich poté uvedl falešné diagnózy. Hrubého přítel dr. Břetislav Lyčka pak napsal každý týden revizní nález a potvrdil další pracovní neschopnost do legitimace. Jako práce neschopní se pak parašutisté mohli volně pohybovat po Praze, aniž by byli jakkoli podezřelí, a při případné policejní kontrole mohli doložit, proč nejsou v zaměstnání. Následně Miniv s Faltou tímto způsobem obstarali asi třicet knížek pro další výsadkáře a ilegální osoby na území protektorátu. Kromě Jaroslava Falty spolupracoval Alexadr Miniv i s dalšími zaměstnanci z pojišťovny, např. JUDr. Františkem Slavíčkem (nar. 11. listopadu 1890) a jeho synem Otakarem Slavíčkem (nar. 18. září 1920). Jeho spolupracovníkem byl rovněž člen Petičního výboru Věrni zůstaneme (PVVZ) JUDr. Jiří Pleskot.

## Zatčení, smrt
Po prozrazení sítě podporovatelů parašutistů byl Alexandr Miniv zatčen i se svou manželkou Marií. Po výslechu v Petschkově paláci byli z policejní vazby na Pankráci převezeni z Prahy do Malé pevnosti Terezín. Dne 29. září 1942 byli stanným soudem odsouzeni k trestu smrti a nakonec 24. října téhož roku zastřeleni při fingované zdravotní prohlídce v koncentračním táboře Mauthausen společně s 260 dalšími českými odbojáři a jejich rodinnými příslušníky.

## Svatořečení
Dne 8. února 2020 byl svatořečen Pravoslavnou církví v českých zemích a na Slovensku spolu se svou manželkou Marií Minivovou a dalšími českými novomučedníky při slavnostní liturgii v pražské pravoslavné katedrále sv. Cyrila a Metoděje v Resslově ulici.

## Připomínky
- Jeho jméno a jméno jeho manželky (Miniv Alexander *28. 5. 1895, Minivová Marie roz. Ebelová *12. 9. 1907) jsou uvedena na pomníku při pravoslavném chrámu svatého Cyrila a Metoděje (adresa: Praha 2, Resslova 9a). Pomník byl odhalen 26. ledna 2011 a je součástí Národního památníku obětí heydrichiády.[10][11]
- Jeho jméno je uvedeno na pamětní desce obětem 2. světové války v Ostravě, Sokolská třída 422/47 (dříve okresní pojišťovna, nyní diagnostické centrum a městská poliklinika). Na desce je nápis: "ZA SVOBODU NÁRODA POLOŽILI SVÉ ŽIVOTY KOLEGYNĚ A KOLEGOVÉ TÉTO POJIŠŤOVNY / 1939 – 1945 / (následuje výčet jmen) / DR. MINIV ALEXANDER / VAŠEHO PŘÍKLADU A OBĚTI NIKDY NEZAPOMENEME!"[12][13]

## Galerie

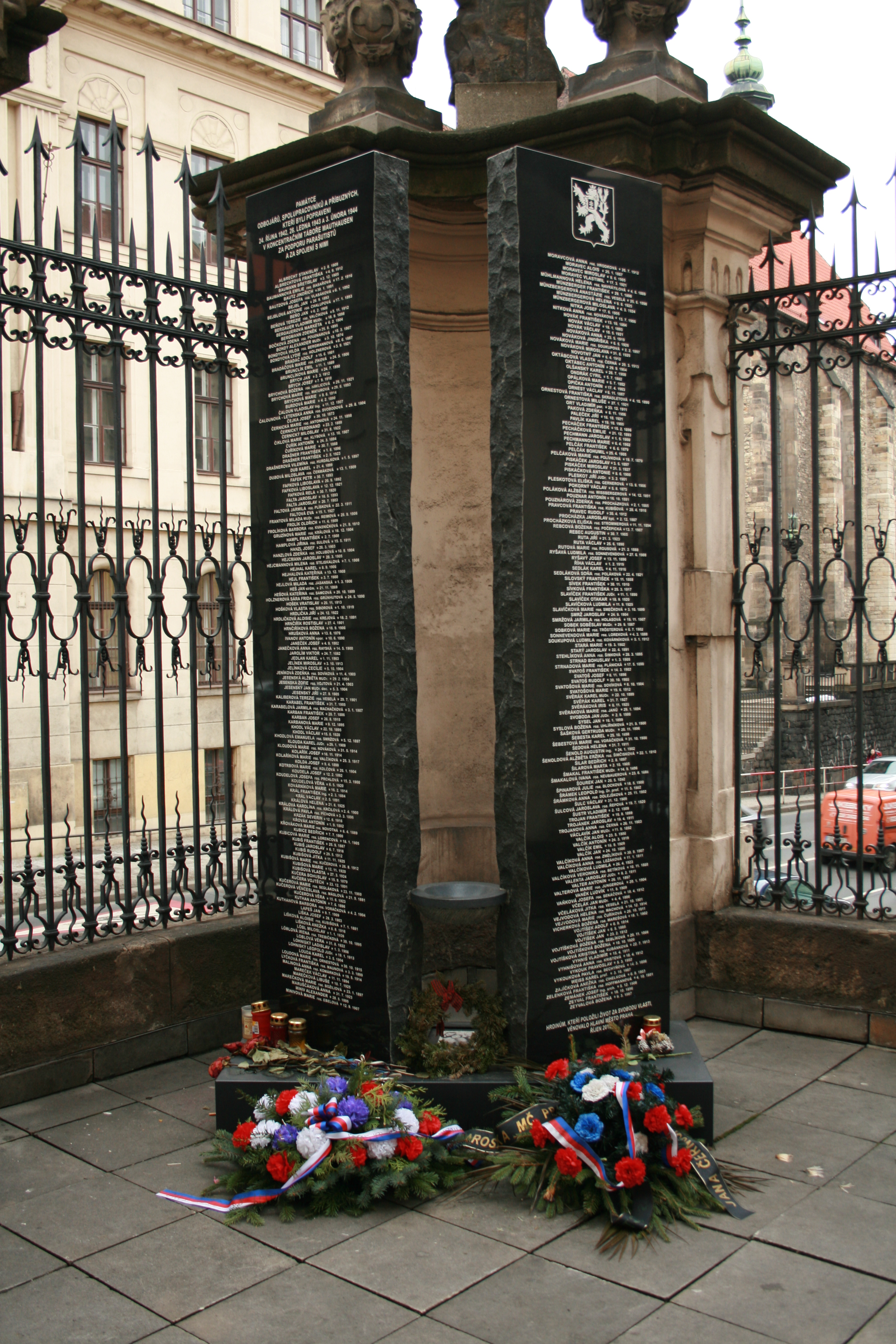
Pomník spolupracovníků parašutistů a jejich rodinných příslušníků na terase kostela sv. Cyrila a Metoděje v Resslově ulici v Praze